# Anglo-Welsh Cup 2017/18
Der Anglo-Welsh Cup 2017/18 war die 46. Ausgabe des Anglo-Welsh Cup, einer der wichtigsten Rugby-Union-Pokalwettbewerben in Großbritannien. Es waren 16 Teams aus England und Wales beteiligt. Der Wettbewerb begann am 3. November 2017, das Finale fand am 18. März 2018 im Kingsholm Stadium in Gloucester statt.
Nach dieser Saison wurde der Wettbewerb den Premiership Rugby Cup ersetzt, an dem ausschließlich Vereine der English Premiership teilnehmen.

## Teilnehmer
Teilnahmeberechtigt waren folgende Teams:
- die 12 Mannschaften der English Premiership in England
- die 4 Mannschaften der Pro12 aus Wales

## Modus
Es gab vier Gruppen mit je vier Teams. Dabei wurden jeweils zwei Gruppen verbunden. Dabei trafen die vier Mannschaften aus einer Gruppe nicht gegeneinander an, sondern spielten gegen die vier Mannschaften aus der anderen Gruppe. Anschließend trafen die vier Gruppensieger in zwei Halbfinals aufeinander. In dieser Saison wurden die Gruppen 1 und 4 sowie die Gruppen 2 und 3 verbunden.
Der Pokalsieger wurde im Finale ermittelt. In der Gruppenphase erhielten die Teams:
- vier Punkte für einen Sieg
- zwei Punkte für ein Unentschieden
- einen Bonuspunkt bei vier oder mehr Versuchen
- einen Bonuspunkt bei einer Niederlage mit sieben oder weniger Punkten Differenz

## Gruppenphase

### Gruppen 1 und 4
Gruppe 1:
|    | Team             | Spiele | Siege | Unent. | Ndlg. | Spiel- punkte | Diff. | Bonus- punkte | Tabellen- punkte |
| -- | ---------------- | ------ | ----- | ------ | ----- | ------------- | ----- | ------------- | ---------------- |
| 1. | Bath Rugby       | 2      | 2     | 0      | 0     | 59:53         | + 6   | 0             | 8                |
| 2. | Gloucester Rugby | 2      | 1     | 0      | 1     | 71:33         | + 38  | 2             | 6                |
| 3. | Wasps RFC        | 2      | 1     | 0      | 1     | 77:65         | + 12  | 2             | 6                |
| 4. | Cardiff Blues    | 2      | 0     | 0      | 2     | 16:83         | − 67  | 0             | 0                |

Gruppe 4:
|    | Team              | Spiele | Siege | Unent. | Ndlg. | Spiel- punkte | Diff. | Bonus- punkte | Tabellen- punkte |
| -- | ----------------- | ------ | ----- | ------ | ----- | ------------- | ----- | ------------- | ---------------- |
| 1. | Newcastle Falcons | 2      | 2     | 0      | 0     | 110:41        | + 69  | 2             | 10               |
| 2. | Leicester Tigers  | 2      | 1     | 0      | 1     | 55:55         | ± 0   | 2             | 6                |
| 3. | Ospreys           | 2      | 1     | 0      | 1     | 38:52         | − 14  | 0             | 4                |
| 4. | London Irish      | 2      | 0     | 0      | 2     | 29:73         | − 44  | 2             | 2                |

| 4. November 2017 15:00 WEZ | London Irish | 22 : 26 | Bath Rugby | Madejski Stadium, Reading Zuschauer: 4364 |
| 4. November 2017 15:00 WEZ |              |         |            | Madejski Stadium, Reading Zuschauer: 4364 |

| 4. November 2018 15:00 WEZ | Leicester Tigers | 26 : 24 | Gloucester Rugby | Welford Road Stadium, Leicester Zuschauer: 18.408 |
| 4. November 2018 15:00 WEZ |                  |         |                  | Welford Road Stadium, Leicester Zuschauer: 18.408 |

| 4. November 2017 15:00 WEZ | Wasps RFC | 41 : 53 | Newcastle Falcons | Ricoh Arena, Coventry Zuschauer: 7517 |
| 4. November 2017 15:00 WEZ |           |         |                   | Ricoh Arena, Coventry Zuschauer: 7517 |

| 10. November 2017 19:30 WEZ | Ospreys | 12 : 36 | Wasps RFC | Liberty Stadium, Swansea Zuschauer: 5020 |
| 10. November 2017 19:30 WEZ |         |         |           | Liberty Stadium, Swansea Zuschauer: 5020 |

| 10. November 2017 19:45 WEZ | Bath Rugby | 33 : 31 | Leicester Tigers | Recreation Ground, Bath Zuschauer: 14.354 |
| 10. November 2017 19:45 WEZ |            |         |                  | Recreation Ground, Bath Zuschauer: 14.354 |

| 11. November 2017 12:30 WEZ | Gloucester Rugby | 47 : 7 | London Irish | Kingsholm Stadium, Gloucester Zuschauer: 11.272 |
| 11. November 2017 12:30 WEZ |                  |        |              | Kingsholm Stadium, Gloucester Zuschauer: 11.272 |

| 11. November 2017 17:00 WEZ | Newcastle Falcons | 57 : 0 | Cardiff Blues | Kingston Park, Newcastle upon Tyne Zuschauer: 3746 |
| 11. November 2017 17:00 WEZ |                   |        |               | Kingston Park, Newcastle upon Tyne Zuschauer: 3746 |

| 17. November 2017 19:15 WEZ | Cardiff Blues | 16 : 26 | Ospreys | Cardiff Arms Park, Cardiff Zuschauer: 3204 |
| 17. November 2017 19:15 WEZ |               |         |         | Cardiff Arms Park, Cardiff Zuschauer: 3204 |

| 26. Januar 2018 19:45 WEZ | Gloucester Rugby | 43 : 20 | Ospreys | Kingsholm Stadium, Gloucester Zuschauer: 11.683 |
| 26. Januar 2018 19:45 WEZ |                  |         |         | Kingsholm Stadium, Gloucester Zuschauer: 11.683 |

| 27. Januar 2018 15:00 WEZ | Bath Rugby | 21 : 8 | Newcastle Falcons | Recreation Ground, Bath Zuschauer: 13.627 |
| 27. Januar 2018 15:00 WEZ |            |        |                   | Recreation Ground, Bath Zuschauer: 13.627 |

| 27. Januar 2018 15:00 WEZ | Leicester Tigers | 24 : 12 | Cardiff Blues | Welford Road Stadium, Leicester Zuschauer: 18.122 |
| 27. Januar 2018 15:00 WEZ |                  |         |               | Welford Road Stadium, Leicester Zuschauer: 18.122 |

| 27. Januar 2018 15:00 WEZ | London Irish | 66 : 7 | Wasps RFC | Madejski Stadium, Reading Zuschauer: 4598 |
| 27. Januar 2018 15:00 WEZ |              |        |           | Madejski Stadium, Reading Zuschauer: 4598 |

| 2. Februar 2018 19:30 WEZ | Ospreys | 19 : 32 | Bath Rugby | Liberty Stadium, Swansea Zuschauer: 4223 |
| 2. Februar 2018 19:30 WEZ |         |         |            | Liberty Stadium, Swansea Zuschauer: 4223 |

| 2. Februar 2018 19:45 WEZ | Cardiff Blues | 21 : 42 | London Irish | Cardiff Arms Park, Cardiff Zuschauer: 3123 |
| 2. Februar 2018 19:45 WEZ |               |         |              | Cardiff Arms Park, Cardiff Zuschauer: 3123 |

| 3. Februar 2018 15:00 WEZ | Newcastle Falcons | 31 : 19 | Gloucester Rugby | Kingston Park, Newcastle upon Tyne Zuschauer: 4096 |
| 3. Februar 2018 15:00 WEZ |                   |         |                  | Kingston Park, Newcastle upon Tyne Zuschauer: 4096 |

| 4. Februar 2018 13:00 WEZ | Wasps RFC | 50 : 28 | Leicester Tigers | Ricoh Arena, Coventry Zuschauer: 9409 |
| 4. Februar 2018 13:00 WEZ |           |         |                  | Ricoh Arena, Coventry Zuschauer: 9409 |

### Gruppen 2 und 3
Gruppe 2:
|    | Team                  | Spiele | Siege | Unent. | Ndlg. | Spiel- punkte | Diff. | Bonus- punkte | Tabellen- punkte |
| -- | --------------------- | ------ | ----- | ------ | ----- | ------------- | ----- | ------------- | ---------------- |
| 1. | Exeter Chiefs         | 2      | 2     | 0      | 0     | 83:28         | + 55  | 2             | 10               |
| 2. | Harlequins            | 2      | 2     | 0      | 0     | 75:66         | + 9   | 2             | 10               |
| 3. | Sale Sharks           | 2      | 2     | 0      | 0     | 53:43         | + 10  | 0             | 8                |
| 4. | Newport Gwent Dragons | 2      | 1     | 0      | 1     | 30:59         | − 29  | 0             | 4                |

Gruppe 3:
|    | Team               | Spiele | Siege | Unent. | Ndlg. | Spiel- punkte | Diff. | Bonus- punkte | Tabellen- punkte |
| -- | ------------------ | ------ | ----- | ------ | ----- | ------------- | ----- | ------------- | ---------------- |
| 1. | Northampton Saints | 2      | 1     | 0      | 1     | 69:50         | + 19  | 2             | 6                |
| 2. | Saracens           | 2      | 0     | 0      | 2     | 51:59         | − 8   | 2             | 2                |
| 3. | Worcester Warriors | 2      | 0     | 0      | 2     | 58:69         | − 11  | 2             | 2                |
| 4. | Scarlets           | 2      | 0     | 0      | 2     | 18:63         | − 45  | 1             | 1                |

| 3. November 2017 19:45 WEZ | Worcester Warriors | 21 : 24 | Sale Sharks | Sixways Stadium, Worcester Zuschauer: 6081 |
| 3. November 2017 19:45 WEZ |                    |         |             | Sixways Stadium, Worcester Zuschauer: 6081 |

| 4. November 2017 15:00 WEZ | Exeter Chiefs | 43 : 28 | Northampton Saints | Sandy Park, Exeter Zuschauer: 10.344 |
| 4. November 2017 15:00 WEZ |               |         |                    | Sandy Park, Exeter Zuschauer: 10.344 |

| 5. November 2017 15:00 WEZ | Saracens | 29 : 30 | Harlequins | Allianz Park, London Zuschauer: 9214 |
| 5. November 2017 15:00 WEZ |          |         |            | Allianz Park, London Zuschauer: 9214 |

| 10. November 2017 20:00 WEZ | Sale Sharks | 29 : 22 | Saracens | AJ Bell Stadium, Salford Zuschauer: 4273 |
| 10. November 2017 20:00 WEZ |             |         |          | AJ Bell Stadium, Salford Zuschauer: 4273 |

| 11. November 2017 17:15 WEZ | Northampton Saints | 19 : 13 | Newport Gwent Dragons | Franklin’s Gardens, Northampton Zuschauer: 9347 |
| 11. November 2017 17:15 WEZ |                    |         |                       | Franklin’s Gardens, Northampton Zuschauer: 9347 |

| 12. November 2017 15:00 WEZ | Scarlets | 0 : 40 | Exeter Chiefs | Parc y Scarlets, Llanelli Zuschauer: 5011 |
| 12. November 2017 15:00 WEZ |          |        |               | Parc y Scarlets, Llanelli Zuschauer: 5011 |

| 12. November 2017 15:00 WEZ | Harlequins | 45 : 37 | Worcester Warriors | The Stoop, London Zuschauer: 7300 |
| 12. November 2017 15:00 WEZ |            |         |                    | The Stoop, London Zuschauer: 7300 |

| 17. November 2017 19:30 WEZ | Newport Gwent Dragons | 23 : 18 | Scarlets | Rodney Parade, Newport Zuschauer: 3917 |
| 17. November 2017 19:30 WEZ |                       |         |          | Rodney Parade, Newport Zuschauer: 3917 |

| 26. Januar 2018 20:00 WEZ | Sale Sharks | 20 : 24 | Northampton Saints | AJ Bell Stadium, Salford Zuschauer: 2500 |
| 26. Januar 2018 20:00 WEZ |             |         |                    | AJ Bell Stadium, Salford Zuschauer: 2500 |

| 27. Januar 2018 15:00 WEZ | Harlequins | 35 : 7 | Scarlets | The Stoop, London Zuschauer: 9305 |
| 27. Januar 2018 15:00 WEZ |            |        |          | The Stoop, London Zuschauer: 9305 |

| 27. Januar 2018 15:00 WEZ | Saracens | 41 : 21 | Newport Gwent Dragons | Allianz Park, London Zuschauer: 6432 |
| 27. Januar 2018 15:00 WEZ |          |         |                       | Allianz Park, London Zuschauer: 6432 |

| 27. Januar 2018 15:00 WEZ | Worcester Warriors | 31 : 21 | Exeter Chiefs | Sixways Stadium, Worcester Zuschauer: 7612 |
| 27. Januar 2018 15:00 WEZ |                    |         |               | Sixways Stadium, Worcester Zuschauer: 7612 |

| 2. Februar 2018 19:05 WEZ | Scarlets | 18 : 45 | Sale Sharks | Parc y Scarlets, Llanelli Zuschauer: 3021 |
| 2. Februar 2018 19:05 WEZ |          |         |             | Parc y Scarlets, Llanelli Zuschauer: 3021 |

| 2. Februar 2018 19:30 WEZ | Newport Gwent Dragons | 33 : 27 | Worcester Warriors | Rodney Parade, Newport Zuschauer: 3962 |
| 2. Februar 2018 19:30 WEZ |                       |         |                    | Rodney Parade, Newport Zuschauer: 3962 |

| 2. Februar 2018 19:45 WEZ | Northampton Saints | 36 : 10 | Harlequins | Franklin’s Gardens, Northampton Zuschauer: 10.125 |
| 2. Februar 2018 19:45 WEZ |                    |         |            | Franklin’s Gardens, Northampton Zuschauer: 10.125 |

| 3. Februar 2018 15:00 WEZ | Exeter Chiefs | 43 : 20 | Saracens | Sandy Park, Exeter Zuschauer: 12.437 |
| 3. Februar 2018 15:00 WEZ |               |         |          | Sandy Park, Exeter Zuschauer: 12.437 |

## Halbfinale
| 9. März 2018 19:45 WEZ | Bath Rugby                                                                        | 13 : 12        | Northampton Saints                        | Recreation Ground, Bath Zuschauer: 8455 Schiedsrichter: Adam Jones |
| 9. März 2018 19:45 WEZ | Versuche: Douglas 18. erh. Erhöhungen: Lewis (1/1) Straftritte: Lewis (2) 4., 47. | (10:9) Bericht | Straftritte: Myler (4) 23., 28., 31., 55. | Recreation Ground, Bath Zuschauer: 8455 Schiedsrichter: Adam Jones |

| 11. März 2023 13:00 WEZ | Exeter Chiefs                                                                                              | 20 : 17        | Newcastle Falcons                                                                            | Sandy Park, Exeter Zuschauer: 8833 Schiedsrichter: Karl Dickson |
| 11. März 2023 13:00 WEZ | Versuche: Townsend 2. erh. Simmonds 47. erh. Erhöhungen: Simmonds (2/2) Straftritte: Simmonds (2) 65., 77. | (7:17) Bericht | Versuche: Cooper 25. erh. Hammersley 32. erh. Erhöhungen: Flood (2/2) Straftritte: Flood 12. | Sandy Park, Exeter Zuschauer: 8833 Schiedsrichter: Karl Dickson |

## Finale
| 30. März 2018 14:30 WESZ | Bath Rugby                                                  | 11 : 28        | Exeter Chiefs | Kingsholm Stadium, Gloucester Zuschauer: 8074 Schiedsrichter: Craig Evans |
| 30. März 2018 14:30 WESZ | Versuche: Vuna 25. n.erh. Straftritte: Burns (2/2) 18., 53. | (8:25) Bericht | Versuche: Innard (2) 4. erh., 29. erh. Salmon 32. n.erh. Erhöhungen: Simmonds (2/3) Straftritte: Simmonds (3) 10., 13., 67. | Kingsholm Stadium, Gloucester Zuschauer: 8074 Schiedsrichter: Craig Evans |